# Dialecticopteryx jacobii
Dialecticopteryx jacobii är en insektsart som först beskrevs av Erhard Christian 1953.  Dialecticopteryx jacobii ingår i släktet Dialecticopteryx och familjen dvärgstritar. Inga underarter finns listade i Catalogue of Life.